# Lars Høgh
Lars Høgh (Odense, 1959. január 14. – 2021. december 8.) válogatott dán labdarúgó, kapus.

## Pályafutása

### Klubcsapatban
Odensében született. Pályafutása során egyetlen csapatban, az Odense BK-ban játszott. 1977 és 2000 között, több mint 800 mérkőzésen védte az Odense kapuját. Ezalatt három bajnoki címet és három kupagyőzelmet szerzett.

### A válogatottban
1983 és 1995 között 8 alkalommal szerepelt a dán válogatottban. Részt vett az 1986-os világbajnokságon, és az 1996-os Európa-bajnokságon, illetve tagja volt az 1995-ös konföderációs kupán győztes válogatott keretének is. 

## Sikerei, díjai
Odense BK
- Dán bajnok (3): 1977, 1982, 1989
- Dán kupa (3): 1982–83, 1990–91, 1992–93

Dánia
- Konföderációs kupagyőztes (1): 1995